# Gerardo Reichel-Dolmatoff
Gerardo Reichel-Dolmatoff (Salzburgo, Austria, 1912-Bogotá, Colombia, 1994) fue un antropólogo y arqueólogo colombo-austríaco, nacido en Salzburgo el 6 de marzo de 1912 en lo que era entonces el Imperio austrohúngaro. Reconocido por ser pionero de la antropología y arqueología colombiana, destacó en el trabajo de campo etnográfico entre comunidades indígenas y campesinos, como investigador de la prehistoria colombiana y como profesor universitario. Su obra científica fue reconocida por sus aportes no solo a la antropología y ciencias sociales, sino a la investigación y valoración del pasado y presente de las culturas y pueblos de Colombia.

## Años en Europa
Su educación secundaria estuvo orientada hacia los estudios clásicos (latín y cultura griega), la cual adquirió en el colegio Benedictino de Kremsmünster en Austria (1923-1931) (hay quienes dicen que nunca concluyó sus estudios). Más tarde se graduó en artes en la Academia de Bellas Artes de Múnich de Múnich (1934-1936). Allí pudo ver el horror del desarrollo de una Alemania nazi y esto lo impulsó a emigrar a París (1937-1939), donde atendió la Facultad de Letras de La Sorbona y asistió a la Universidad de París, así como a la Escuela del Louvre. Allí aprendió directamente de Marcel Mauss y del sociólogo Georges Gurvitch. 

## Llegada a Colombia
A finales de 1939, en vísperas de la Segunda Guerra Mundial, viajó a Colombia por consejo del politólogo André Siegfried (fr). Una vez en Colombia, trabajó en la sección de paleontología de la compañía Texas Petroleum (1941-1946) en Bogotá. Entra en contacto con el etnólogo francés Paul Rivet, refugiado por entonces en Colombia a causa de la guerra y quien era, además, el delegado de la Resistencia de la Francia Libre organizada por el general Charles De Gaulle, en la que fue nombrado Secretario General por Rivet.
Hizo parte del grupo de europeos y colombianos protagonistas en la institucionalización de la investigación etnológica y arqueológica en Colombia, participando entre 1941 y 1946 en el Instituto Etnológico Nacional fundado por Paul Rivet y el colombiano Gregorio Hernández de Alba, además de Justus W. Schottelius y José de Recasens, quienes también migraron para escapar del nazismo, invitados por el entonces presidente colombiano Eduardo Santos. 
Obtuvo la nacionalidad colombiana en 1942 y al año siguiente contrajo matrimonio con la antropóloga Alicia Dussán Maldonado, quien fue una de las primeras mujeres profesionales en Colombia, y formó parte de la primera generación de estudiantes graduados del Instituto Etnológico Nacional. Esta pareja se convirtió en equipo de investigación por el resto de su vida.

## Investigaciones etnográficas y arqueológicas
El trabajo de Reichel-Dolmatoff se inició en 1940 con un viaje a la parte alta del río Meta en las llanuras del Orinoco; de este trabajo surgió una de las primeras publicaciones sobre la cultura material de los indígenas Guahibo. En 1941, él y Alicia Dussán iniciaron estudios de arqueología en la sabana de Bogotá, en los abrigos rocosos en Zipaquirá, Suesca así como en la Laguna de la Herrera y excavaron principalmente en las poblaciones de Sopó y Soacha, y también en el valle del río Magdalena en cercanías a la ciudad de Girardot. En 1943, publicó su estudio sobre el asentamiento Muisca de Soacha. En compañía de Alicia, adelanté un estudio comparativo de las urnas funerarias del valle del río Magdalena. Ese mismo año publicaron uno de los trabajos primarios sobre variación de tipos de sangre entre los grupos Pijao del departamento del Tolima. En 1944 hizo su primer viaje a la Serranía del Perijá y publicó una de las etnografías más completas sobre los Motilones (Yuko). Luego continuó su trabajo en el oeste de la Sierra Nevada de Santa Marta, recolectando información sobre los últimos sobrevivientes de los indígenas Chimila en la zona de bosque tropical del río Ariguaní.
En 1946 se instaló en la ciudad de Santa Marta donde fundó el Instituto Etnológico del Magdalena, el cual dirigió hasta 1950. Los años en Santa Marta permitieron avanzar con las investigaciones arqueológicas en el sitio de Pueblito, donde por primera vez se estableció principalmente una secuencia cultural para dicha área. Igual proceso llevó a cabo en los ríos Cesar y Ranchería. Durante los años 1946 a 1948, desarrolló su programa de investigaciones sobre los Kogi, el cual publica en su clásica monografía. De su continua visita a la Sierra Nevada de Santa Marta obtiene valiosa información que ha clarificado nuestra visión sobre los ancestrales cacicazgos Tairona. Reichel-Dolmatoff y su esposa pasaron el año de 1947 con los indígenas del río Caimán Nuevo, al oeste del Golfo de Urabá.
Entre 1951 y 1952, se establecieron en el pueblo mestizo de Aritama, Guajira. El resultado de 14 meses de trabajo de campo permitió la recolección de datos, para lo que sería una de las monografías clásicas de la antropología mundial sobre una sociedad campesina, "The People of Aritama". La importancia de esta obra fue reconocida con su publicación en 1961 por parte de la Universidad de Chicago.
En 1952 realizó investigaciones entre los Tucano del Vaupés, realizando un vasto plan de registro magnetofónico de textos chamanísticos en varias lenguas indígenas, en especial entre los Desano, Piratapuyo y las tribus del Pira-Paraná. Los temas del manejo indígena del medio ambiente, el mundo alucinatorio y los esquemas cognoscitivos chamanísticos, lo ocuparon en los últimos años. Estos estudios, junto con el de la Sierra Nevada de Santa Marta, le permitieron hacer comparaciones en cosmología indígena, los cuales serían publicados años después en libros como "Amazonian Cosmos" (Universidad de Chicago Press, 1971), "The Shaman and the Jaguar" (Universidad de Temple, 1975), y "Beyond the Milky Way" (UCLA, 1978). Estos trabajos son un ejemplo de investigación en etnoarqueología. Durante este año regresa a la Sierra Nevada de Santa Marta, pero esta vez su trabajo etnográfico se concentra en los indígenas Ijka del sur. Después de este trabajo de campo, publica el mejor estudio etnohistórico que se ha hecho sobre el cambio cultural en la Sierra Nevada de Santa Marta, logrando demostrar la relación y transformación cultural que ha tenido la etnia Kogi desde los tiempos de sus ancestros Tairona.
Entre 1953 y 1960, Reichel-Dolmatoff entró a ser miembro del recién creado Instituto Colombiano de Antropología. Esta asociación institucional facilitó que él y su familia se radicaran en la ciudad de Cartagena. Allí dictó clases en la Facultad de Medicina de la Universidad de Cartagena. En 1954 se da inicio a la excavación en Barlovento, que es uno de los sitios más importantes con respecto a la historia de la arqueología en Colombia, porque fue el primer conchero (montículo de residuos de moluscos, acumulados por actividades de consumo humano) que se encontró en el país, indicando la existencia de una forma de adaptación humana desconocida para esta área del norte de Suramérica. Desde Cartagena, junto con Alicia Dussán, lanzan el programa de Arqueología del Bajo Magdalena, que permite por primera vez establecer una secuencia cultural para las áreas de Plato, Zambrano y Tenerife. En 1955 el trabajo es ampliado al Golfo de Morrosquillo y a la cuenca del río Sinú. Como resultado de este proyecto, que duró de 1945 hasta comienzos de la década de los setenta, establecieron el primer esquema cronológico para la prehistoria del Caribe colombiano: Paleoindio, Arcaico, Formativo, desarrollos regionales y confederaciones o Estados incipientes. Dicha periodización fue seguida en posteriores investigaciones como las desarrolladas en la Sabana de Bogotá por Gonzalo Correal Urrego (en) y Thomas van der Hammen en la región del Magdalena Medio. 
Otra de las áreas de investigación en que también fue un pionero es el de los estudios de cambios en la subsistencia de poblaciones indígenas. Uno de los trabajos capitales en esa línea fue la excavación de Momil en el actual departamento de Córdoba. En 1957, los Reichel exploran las cabeceras del río Sinú, donde colectan información etnográfica de los indígenas Embera. Al año siguiente realizan el primer estudio arqueológico del Golfo de Urabá y la parte baja del valle del río Atrato y del estrecho del Darién. En 1959, continuaron la investigación arqueológica en la parte baja del Magdalena.
En 1960, Reichel-Dolmatoff y Alicia comienzan a explorar arqueológicamente la costa Pacífica, desde el límite fronterizo con Panamá hasta Ecuador en un proyecto que dura tres años. La prospección es interrumpida en 1961 con el trabajo de campo en Puerto Hormiga, cerca a Cartagena de Indias, a orillas del Canal del Dique. Allí descubren lo que sería la cerámica más antigua del continente americano: Definieron que hacía más de 5000 años, ya había formas de vida humana asentada en el territorio colombiano. Recolectaban moluscos en el litoral y los esteros caseros, cazabn especies pequeñas de la fauna local y recogían vegetales. Es en ese mismo año que el profesor publica su artículo clásico en la arqueología de continente americano "The Agricultural Basis of the Sub-Andean Chiefdoms of Colombia". (Las Bases Agrícolas de los Cacicazgos SubAndinos de Colombia).
En 1963 funda el primer Departamento de Antropología de Colombia en la Universidad de Los Andes. Desde allí logran terminar las excavaciones de Puerto Hormiga. Como Jefe del Departamento (1963-1969), produce la primera síntesis de arqueología colombiana en inglés, "Colombia: Ancient Peoples and Places", libro que se convirtió en un clásico internacional y obra de consulta obligatoria en la arqueología americana.
En 1966 inicia su trabajo arqueológico en San Agustín (Huila) para comprobar su teoría de que no se trataba allí de una necrópolis, sino ante todo de una zona cultural densamente poblada de antiguas sociedades agrícolas. Publica otra obra de gran reconocimiento internacional, que nunca fue traducida al español (San Agustín: A Culture of Colombia, Praeger, 1972). 
En 1970, recibe una beca de la Universidad de Cambridge, que le permite terminar varios de sus manuscritos. En 1974, Reichel-Dolmatoff y Alicia reinician el proyecto del Formativo Temprano de la costa del Caribe. Esta vez excavan el sitio de Monsú, el cual permitió refinar el conocimiento sobre la transición de recolectores de moluscos y plantas hacia la agricultura. En ese año entra como profesor adscrito del Departamento de Antropología de la Universidad de California en Los Ángeles, donde continuó ocasionalmente con la docencia.

## Obra
Gerardo Reichel-Dolmatoff, en compañía de su esposa Alicia Dussán, escribieron más de 200 artículos para revistas científicas y 40 libros sobre investigaciones en arqueología, antropología, etnohistoria y etnoecologia de Colombia, e investigaciones etnográficas de pueblos indígenas de regiones de las costas Caribe y Pacífica, del Amazonas, los llanos, región Andina y otras regiones de Colombia, dedicando su obra y vida en Colombia a resaltar el valor e importancia de la diversidad cultural y étnica del país y en especial de las culturas indígenas. Crea las bases del conocimiento de los grupos indígenas que habitaban el territorio colombiano. Su interés no se limitó a su propia investigación sino a la creación de una conciencia internacional sobre la importancia de los recursos culturales de un país donde la diversidad étnica y el conocimiento de los indígenas era una gran riqueza a la espera de ser divulgada y apreciada. Para Reichel-Dolmatoff, este era un nuevo mundo de conocimiento, donde la humanidad podía aprender sobre formas alternas de conceptualizar sobre el medio ambiente, el cosmos, y la razón de existencia del ser al ponerlo a reflexionar críticamente sobre su propia cultura "occidental". El consideraba que esta reflexión se lograba a partir de conocer al "otro" mediante su estudio etnográfico y arqueológico, pero en forma holística, teniendo en cuenta el contexto medioambiental.
Reichel-Dolmatoff y su esposa iniciaron una amplia labor de conocer directamente la situación de los grupos indígenas del país y de su pasado prehispánico. Este proyecto los llevó a los rincones más apartados del territorio colombiano. Su conocimiento abarcaba desde el Amazonas hasta el desierto de la Guajira y desde la selva tropical chocoana hasta las sabanas de los Llanos Orientales. Su constante viajar e investigación sistemática lo llevó a ser un pionero del conocimiento básico que tenemos de la arqueología y etnografía colombiana. Su investigación creó las bases para el conocimiento de la cronología de las ocupaciones humanas y los desarrollos culturales prehispánicos. Sus reconstrucciones de la historia cultural del país desde la perspectiva arqueológica se ampliaron para explicar los procesos que dieron origen a la agricultura, la vida sedentaria, e incluso de tecnologías como la orfebrería y la cerámica. Entre sus contribuciones teóricas se destaca por ser uno de los pioneros en tratar de entender los procesos de formación de cacicazgos o sociedades complejas. Toda su contribución arqueológica permitió poner en el mapa mundial de discusión la investigación hecha en Colombia, al grado de llegar a ser reconocido como uno de los países de Latinoamérica donde más logros se han alcanzado en dicho campo.
En el campo de la arqueología, sus investigaciones lograron definir por primera vez en suelo colombiano la Etapa Formativa, lo que permitió correlacionar la arqueología del país con los desarrollos contemporáneos en los grandes centros prehistóricos de Mesoamérica y los Andes Centrales. Comenzando con excavaciones en la zona Tairona, el bajo río Ranchería, el río Cesar y el Bajo Magdalena, los Reichel-Dolmatoff trazaron la primera cronología local, que luego ampliaron al extender las excavaciones estratigráficas a las sabanas de Bolívar, el río Sinú, al golfo de Urabá y varios sitios costaneros.
Durante más de medio siglo de residencia en Colombia, Reichel-Dolmatoff prestó sus servicios profesionales al gobierno nacional y como profesor universitario. En 1945 fundó en Santa Marta el Instituto Etnológico del Magdalena, y en 1964, fundador y primer director del Departamento de Antropología de la Universidad de los Andes en Bogotá, el primer Departamento de Antropología del país, estableciendo en Colombia la carrera académica. Ocupó, entre otros, los cargos de investigador y profesor del Instituto Etnológico Nacional y del Instituto Colombiano de Antropología; Visiting Scholar de la Universidad de Cambridge, y de la Universidad de Oxford; Visiting Professor del Museo Nacional de Etnología, Osaka, Japón; y durante veinte años fue profesor investigador del Departamento de Antropología de la Universidad de California en Los Ángeles. Dictó conferencias y seminarios en muchas universidades del Norte y Suramérica, Europa y Japón, y asistió a numerosos congresos y simposios internacionales. Fue profesor visitante y conferencista en otros países tanto de América Latina como otros piases del mundo, y miembro de Academias de Ciencia de Colombia y de otros países.
La enorme contribución a la antropología y arqueología mundial hecha por Gerardo Reichel-Dolmatoff es reconocida al recibir en 1975 la medalla Thomas H. Huxley, del Royal Anthropological Institute de Gran Bretaña e Irlanda. Durante su vida, recibió numerosas distinciones por su contribución a la ciencia. Sin duda su enorme producción se encuentra publicada en inglés y está a la espera de ser conocida en Hispanoamérica. Esta inclinación por publicar en inglés se debía a la dificultad de que se le publicaran en español sus trabajos en el país y por otro lado al afán del profesor Reichel-Dolmatoff, de dar a conocer la etnografía y arqueología de Colombia en el exterior, poniéndola así en la arena de discusión académica internacional.
«Mucho de su trabajo fue incomprendido por los intelectuales protagonistas de su tiempo, 
época donde el discurso de la retórica es lo que se valoraba o por sus estudiantes de finales de los años 60 y comienzos de los 70, influenciados por el marxismo, y sin una autocrítica válida de las modas académicas, quienes nunca ayudaron a llenar el vacío de conocimiento que existe sobre nosotros mismos como cultura multiétnica, como pueblo, como indígenas, o como campesinos. El profesor sabía bien que su trabajo solo sería apreciado en el futuro. El profesor Reichel-Dolmatoff y su esposa Alicia Dussán alcanzaron un nivel de calidad investigativa difícil de superar o igualar, que debe ser tomado como ejemplo donde prime el sacrificio por el país. Es increíble pensar que su producción académica es más conocida internacionalmente que dentro de Colombia, lo cual se explica por las prioridades y valores que se han establecido en el país en los últimos 20 años. Se puede afirmar que el Gran Jaguar fue un exilado intelectual, que a pesar de vivir en Colombia, la mayor parte de su vida, tenía mayores opciones de divulgación en el exterior. Muchas veces se aterraba de la mediocridad en que había caído la antropología y la arqueología del país, donde el discurso se politizó o se volvió de promoción individual. Esta crítica hizo que sus últimos años fueran amargos al encontrar muy pocos discípulos, colegas, o interlocutores válidos con
quien discutir seriamente diversos temas antropológicos y arqueológicos. Esta situación lo
empujó a salir del país con frecuencia, y así evitar perderse en el conformismo local.» 
Augusto Oyuela Caicedo

## Extracto de ponencia de Reichel-Dolmatoff en la Universidad Nacional de Colombia
"Hoy debo destacar que, desde comienzos de la década de los cuarenta, para mí fue un verdadero privilegio convivir y tratar de comprender en profundidad algunos grupos indígenas. Pude constatar entre ellos ciertas estructuras mentales y sistemas de valores, que parecían salirse por completo de las tipologías y categorías de la Antropología de entonces. No encontré al "buen salvaje" ni tampoco al así llamado "primitivo". No encontré aquel indio degenerado y embrutecido ni mucho menos aquel ser inferior por entonces descrito generalmente por gobernantes, misioneros, historiadores, políticos y literatos. Lo que si encontré fue un mundo de una filosofía tan coherente, de una moral tan elevada, una organización social y política de gran complejidad, un manejo acertado del medio ambiente con base en conocimientos bien fundados. En efecto, vi que las culturas indígenas ofrecían opciones insospechadas; que ofrecían estrategias de desarrollo cultural que simplemente no podemos ignorar, porque contienen soluciones válidas y aplicables a una variedad de problemas humanos. Todo aquello hizo crecer más y más mi admiración por la dignidad, la inteligencia y sabiduría de estos aborígenes, quienes no por último han desarrollado sorprendentes dinámicas y formas de resistencia, gracias a las cuales la llamada "civilización" no ha podido exterminarlos.
Yo he tratado de contribuir a la recuperación de la dignidad del indio, esta dignidad que desde la llegada de los españoles se le ha negado; en efecto, durante quinientos años ha habido una abierta tendencia a difamar y a tratar de ignorar la experiencia milenaria de la población de todo un continente. Pero la humanidad es una sola; la inteligencia humana es un don tan precioso que no se le puede despreciar en ninguna parte del mundo y el país está en mora de reconocer la gran capacidad intelectual de los indígenas y sus grandes logros gracias a sus sistemas cognoscitivos, los cuales no pierden validez por el mero hecho de no ajustarse a la lógica del pensamiento occidental.
Espero que mis conceptualizaciones y trabajos hayan tenido cierta influencia más allá del círculo antropológico. Tal vez soy demasiado optimista, pero me parece que los antropólogos de viejas y nuevas generaciones, según su época y el cambiante papel de la Ciencias Sociales, hemos contribuido a ir develando nuevas dimensiones del Hombre Colombiano y de la nacionalidad. También confío que nuestra labor antropológica constituye un aporte a las propias comunidades indígenas, en su persistente esfuerzo de lograr el respeto, en el más amplio sentido de la palabra, que les corresponde dentro de la sociedad colombiana. Yo creo que el país debe realzar la herencia indígena y garantizar plenamente la supervivencia de los actuales grupos étnicos. Creo que el país debe estar orgulloso de ser mestizo. No pienso que se pueda avanzar hacia el futuro sin afirmarse en el conocimiento de la propia historia milenaria, ni pasando por alto qué sucedió con el indio y con el negro no solo en la Conquista y la Colonia, sino también en la República y hasta el presente.
Son estas, en fin, algunas de las ideas que me han guiado a través de casi medio siglo. Ellas han dado sentido a mi vida".

## Gerardo Reichel y su papel en la pre-guerra y la Segunda Guerra Mundial
Durante el 54.º Congreso de Americanistas, celebrado en Viena en 2012, el profesor Augusto Oyuela de la Universidad de la Florida, presentó una ponencia en la que hizo públicos los resultados parciales de una investigación acerca de la vinculación del profesor Reichel-Dolmatoff a las Juventudes Hitlerianas y su vinculación a la SS entre sus 18 y 22 años de edad. Según documentos del Archivo Federal de Alemania, Reichel-Dolmatoff fue expulsado de la SS en 1936. Después de una estadía corta en Francia, en 1939 aconsejado por el Profesor André Siegfried, Reichel llega a Colombia y después de trabajar como dibujante y en la Francia Libre, conoce al francés Paul Rivet (1942-1943) quien era el fundador del Museo del Hombre de París y quien además era el delegado de la Resistencia de la Francia Libre. Este lo nombra su secretario (1942-1943). Charles De Gaulle posteriormente condecoró a Gerardo Reichel con la Orden Nacional del Mérito por su valiosa colaboración en la lucha antinazi.
Las acusaciones y los análisis publicados por el profesor Oyuela (y la antropóloga alemana Manuela Fischer, y otros antropólogos que además participaron en esta disputa) causaron una airada polémica al interior de la comunidad Científica colombiana. Antropólogos de Colombia y otros países como el mexicano Claudio Lomnitz se manifestaron a favor de reflexionar sobre el nazismo en Latinoamérica y sobre las largamente conocidas relaciones de los científicos sociales con los movimientos fascistas o comunistas u otras posiciones políticas y que habría que investigar sus posteriores procesos de "conversión" al antifascismo o la democracia.  En diciembre de 2012 Oyuela publicó un segundo trabajo ampliando el análisis 'biográfico' de Reichel-Dolmatoff inicialmente publicado el mismo año en Viena.

## Libros
A lo largo de su vida, Reichel-Dolmatoff publicó 40 libros y más de 200 artículos. Entre sus principales escritos se encuentran:
- Los Kogi: Una tribu indígena de la Sierra Nevada de Santa Marta Vol 1 y 2. 1950 y 1951. (Bogotá: Iqueima, 1951; segunda edición Procultura, 1985)
- Investigaciones Arqueológicas en el departamento del Magdalena: Arqueología del río Ranchería, Arqueología del río Cesar,  (Bogotá: Ministerio de Educación Nacional, 1951)
- Datos histórico-culturales sobre las tibus de la antigua provincia de Cartagena, (Imprenta del Banco de la República, 1951)
- Diario de Viaje de P. Joseph Palacios de la Vega entre los indios y negros de la provinci de Cartagena - 1787 (Ministerio de Educación Nacional, 1955)
- The People of Aritama: The Cultural Personality of a Colombian Mestizo Village (Chicago: University of Chicago Press, 1961), en coautoría con Alicia Dussan Maldonado;
- Colombia: Ancient Peoples and Places (Londres: Thames and Hudson, 1955)
- Desana: simbolismo de los indios tukanod del Vaupés (Bogotá: Universidad de los Andes, 1968)
- Amazonian Cosmos: The Sexual and Religious Symbolism of the Tukano Indians (Chicago: University of Chicago Press. 1970)
- San Agustín: Culture of Colombia,  (Londres: Thames & Hudson, Nueva York, Praeger Publishers, 1972)
- The Shaman and the Jaguar: a Study of Narcotic Drugs among the Indians of Colombia (Philadelphia, Temple University Press, 1975)
- Contribuciones a la estratigrafía cerámica de San Agustín, Colombia (Bogotá, Imprenta Banco Popular, 1975)
- Beyond the Milky Way, the Hallucinatory Imagery of the Tukano Indias (Los Ángeles, University of California, 1978)
- Estudios Antropologicos (Bogotá, Colcultura, 1977)
- Manual de Historia de Colombia (Director Jaime Jaramillo Uribe), "Colombia Indígena Periodo Prehispánica (Bogotá: Procultura S. A. tmeditores, 1984 Tercera Edición)
- Monsú: Un sitio arqueológico de la etapa formativa temprana (Bogotá: Biblioteca Banco Popular, 1985) murió en el 1995 por una enfermedad llamada tifus murina.si